# Valentyne Suite
Valentyne Suite es el segundo álbum de estudio de la banda británica de jazz rock Colosseum. Fue publicado el 7 de noviembre de 1969 por Vertigo Records, y alcanzó el puesto #15 en la lista de álbumes británicos. El álbum también alcanzó el puesto #18 en Australia en 1970.
Aunque la canción «The Kettle» figura oficialmente como escrita por Dick Heckstall-Smith y Jon Hiseman, un crédito que es confirmado por las notas de Hiseman para el álbum, el bajista y productor Tony Reeves afirmó más tarde que fue escrita por el guitarrista y vocalista James Litherland. El riff de la canción se interpoló más tarde en tres canciones, en particular «Ya Mama» de Fatboy Slim.

## Relanzamientos
El álbum fue publicado por primera vez en CD en Japón en 1990 por Bronze Records. En 2004, el álbum fue reeditado y remasterizado con dos bonus tracks. El CD británico, publicado por Sanctuary Midline, incluía dos presentaciones en vivo en el programa de radio de la BBC, Top Gear. Las canciones fueron grabadas el 18 de noviembre de 1969, y contaban con la participación de Barbara Thompson en la flauta y el saxofón. También incluía un segundo disco, The Grass Is Greener, un álbum publicado solamente en los Estados Unidos y Canadá como una alternativa a Valentyne Suite. La edición japonesa del CD remasterizado, publicado por Arcàngelo el 22 de abril de 2005, incluía todas las canciones de Valentyne Suite y The Grass Is Greener en un solo disco.

## Recepción de la crítica
Claudia Elliot de Louder Sound comentó: “El segundo álbum, Valentyne Suite, por cierto, el primer remolino del sello Vertigo, contiene la inmortal línea de apertura ‘Why the kettle dry’ «The Machine Demands a Sacrifice» renuncia a versos más portentosos y justo cuando pensamos que el cencerro se ha desvanecido en la distancia, regresa por más. La musicalidad imaginativa abunda y «Valentyne Suite» es un triunfo, con el maestro del teclado Dave Greenslade en pleno vuelo”.
Bill Golembeski de Soundblab le dio una calificación perfecta y escribió que “esta es una espléndida pieza musical que ha sobrevivido a todos los cambios durante demasiados años. Es solo un buen amigo. Es un gran rock progresivo. [...] Este álbum se deshizo de las convenciones y me hizo investigar muchas más cosas interesantes de la vida. Todavía se las arregla para hacer lo mismo hoy”.
En una reseña retrospectiva para Progradar, James R. Turner dijo: “Cada miembro brilla mientras que Valentyne Suite impulsa la música hacia adelante a una velocidad de nudos. Revoloteando con destreza del jazz al blues y después al rock, y con la reaparición de temas recurrentes y riffs, la idea de que la música rock puede crear mini conciertos se muestra aquí con el mejor efecto, con la banda haciendo que parezca fácil mientras la música llena la sala”, y añadió que “«The Valentyne Suite» es una pieza musical absolutamente brillante, y fue publicada en noviembre de 1969, apenas 8 meses después del lanzamiento de su debut, muestra cuán lejos habían llegado en términos de estilo compositivo y destreza musical.”.
Chris Nickson, escribiendo para AllMusic, le dio una calificación de 4 estrellas sobre 5 y comentó: “La verdadera alegría del álbum viene con «The Valentyne Suite», que saca a la banda de su zona de comodidad de música blues hacia algo más cercano al rock progresivo. El líder de la banda, Jon Hiseman, es un incondicional en todo momento, su batería ocupada y rellenos se deben mucho más al jazz que al ritmo estudiado del rock”. Sin embargo, crítico la interpretación de Litherland y Reeves en la canción y concluyó: “En retrospectiva, puede que no sea el clásico que parecía en ese momento, pero sigue siendo escuchable y, durante la mayor parte del tiempo, extremadamente agradable”.

### Legado
- Jerzy Skarżyński colocó el álbum en su libro de 2004, Unforgettable Albums in Rock History.[14]

## Lista de canciones
| Lado uno |                                   |                                               |          |  |
| N.º      | Título                            | Escritor(es)                                  | Duración |  |
| 1.       | «The Kettle»                      | Dick Heckstall-Smith Jon Hiseman              | 4:30     |  |
| 2.       | «Elegy»                           | James Litherland                              | 3:15     |  |
| 3.       | «Butty's Blues»                   | Litherland                                    | 6:48     |  |
| 4.       | «The Machine Demands a Sacrifice» | Litherland Heckstall-Smith Pete Brown Hiseman | 3:55     |  |

| Lado dos | |                                         |                      |  |
| N.º      | Título | Escritor(es)                            | Duración             |  |
| 1.       | «The Valentyne Suite» I. «Theme One: January's Search» II. «Theme Two: February's Valentyne» III. «Theme Three: The Grass is Always Greener»» | Heckstall-Smith Hiseman Dave Greenslade | 16:56 6:23 3:38 6:55 |  |

- Los lados uno y dos fueron combinados como pista 1–5 en la reedición de CD.

| Disc one: Bonus tracks (2004 Sanctuary Records reissue) |                                                                       |                                          |          |  |
| N.º                                                     | Título                                                                | Escritor(es)                             | Duración |  |
| 6.                                                      | «Arthur's Moustache» (live on BBC Top Gear / 18 de noviembre de 1969) | Tony Reeves                              | 6:30     |  |
| 7.                                                      | «Lost Angeles» (live on BBC Top Gear / 18 de noviembre de 1969)       | Chris Farlowe Greenslade Heckstall-Smith | 8:38     |  |

| Disc two: The Grass Is Greener |                                   |                                          |          |  |
| N.º                            | Título                            | Escritor(es)                             | Duración |  |
| 1.                             | «Jumping Off the Sun»             | Dave Tomlin Mike Taylor                  | 3:34     |  |
| 2.                             | «Lost Angeles»                    | Farlowe Greenslade Heckstall-Smith       | 5:31     |  |
| 3.                             | «Elegy»                           | Litherland                               | 3:11     |  |
| 4.                             | «Butty's Blues»                   | Litherland                               | 6:43     |  |
| 5.                             | «Rope Ladder to the Moon»         | Jack Bruce Brown                         | 3:42     |  |
| 6.                             | «Bolero»                          | Maurice Ravel                            | 5:27     |  |
| 7.                             | «The Machine Demands a Sacrifice» | Litherland Heckstall-Smith Brown Hiseman | 2:49     |  |
| 8.                             | «The Grass Is Greener»            | Heckstall-Smith Hiseman                  | 7:36     |  |

## Créditos
Créditos adaptados desde las notas del álbum.
Colosseum
- Dave Greenslade – órgano Hammond, vibráfono, piano, coros (4)
- Dick Heckstall-Smith – saxofón, flauta (4)
- Jon Hiseman – batería, caja de ritmos (4)
- James Litherland – guitarras, voz principal
- Tony Reeves – bajo eléctrico

Músicos adicionales
- Neil Ardley – director de orquesta (3), arreglos de cuerdas (2)

## Posicionamiento
| Gráfica (1969)                | Pico de posición |
| ----------------------------- | ---------------- |
| Australia (Kent Music Report) | 18               |
| Reino Unido (UK Albums Chart) | 15               |